# لوكا بلوم
لوكا بلوم (بالإنجليزية: Luka Bloom) هو مغني ومغن مؤلف أيرلندي، ولد في 23 مايو 1955 في Newbridge, County Kildare ‏ في جمهورية أيرلندا.

## وصلات خارجية
- الموقع الرسمي
- لوكا بلوم على موقع IMDb (الإنجليزية)
- لوكا بلوم على موقع ميوزك برينز (الإنجليزية)
- لوكا بلوم على موقع أول ميوزيك (الإنجليزية)
- لوكا بلوم على موقع ديسكوغز (الإنجليزية)
- لوكا بلوم على موقع ديسكوغز (الإنجليزية)